# 聖巴托洛區

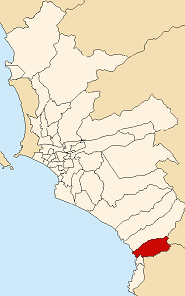

12°25′S 76°47′W / 12.417°S 76.783°W
聖巴托洛區（西班牙語：Distrito de San Bartolo），是秘魯的一個區，位於該國西部利馬大區的利馬省，始建於1946年5月5日，面積45.01平方公里，海拔高度30米，2005年人口5,733，人口密度每平方公里130人。